# 斯克拉巴里
斯克拉巴里，是阿尔巴尼亚南部培拉特州的一个市镇，2015年地方政府改革时成立，由原九个市镇合并而成。行政中心为乔罗沃达镇。市镇面积为832.04平方公里，人口数量为12,403人（2011年）。该市镇的范围包括原斯克拉巴里区除掉波利钱镇之外的范围。